# 菊地孝平
菊地 孝平（きくち こうへい、1978年8月16日 - ）は、日本の競艇選手。
北海道生まれ岩手県育ち、岩手県立不来方高等学校出身。登録番号3960。身長165cm。血液型AB型。82期。静岡支部所属。師匠は金子良昭、弟子は金子の次男の金子萌（はじめ）。静岡県浜松市在住。

## 来歴
父親が競艇好きで、小さな頃から父親から「競艇選手になれよ」と言われていた。高校時代は野球部に所属して朝早くから始業まで自主トレに励み、夜遅くまで練習に取り組んでいた。また高校時代の学校の成績は優秀で、数学や物理が好きで将来的には飛行機の設計・開発の仕事をしたいと思っていた。1997年、岩手大学工学部に在籍のまま第82期訓練生として本栖研修所に入所し1998年卒業。併せて同大学を中退。リーグ戦勝率6.22優出3回優勝1回。
デビューの翌日に初勝利を挙げ、デビューからきっかり3年の2001年に琵琶湖にて初優勝。さらにその3年後の2004年、常滑の周年記念でG1初優勝、そしてその翌年の2005年には、若松モーターボート記念でSG初優勝を果たし、年末の賞金王決定戦に初出場。静岡支部で同期の横澤剛治、坪井康晴とともに「静岡（遠州）三羽ガラス」と呼ばれている。
2014年、笹川賞（ボートレースオールスター）を2コース差しで制し、次のSG開催となったグランドチャンピオン決定戦競走（グランドチャンピオン）でも4カドから捲って優勝し、SG2連覇を果たした。その後も下関競艇場でのチャレンジカップ競走と平和島競艇場での賞金王決定戦（グランプリ）で準優勝し、自身初の年間賞金王に輝いた。静岡支部の年間賞金王は1998年16年前の服部幸男以来。

## レーススタイル
数多くのボートレーサーの中でも屈指のスタート巧者であり、艇界を代表する速攻派選手である。2016年6月の鳴門G1・大渦大賞では、節間全ての競走でコンマ0台のSTを放ち優勝している。

## 選手経歴
- 1998年5月8日 地元浜名湖競艇場で開催された「一般競走」2Rでデビュー（5着）[2]。
- 1998年5月9日 浜名湖競艇場・一般戦で初1着。
- 2001年5月8日 びわこ競艇場・一般戦で初優勝。
- 2004年7月13日 常滑競艇場・マーメイドグランプリでGI初優勝。
- 2005年9月4日 若松競艇場・モーターボート記念競走でSG初優勝。
- 2009年7月26日 若松競艇場・オーシャンカップでSG 2回目の優勝　決まり手は：イン逃げ（スタートタイミング 0.06）。
- 2014年6月1日 福岡競艇場・ボートレースオールスター（笹川賞)でSG3回目の優勝。
- 2014年6月29日浜名湖競艇場・グランドチャンピオン（グランドチャンピオン決定戦）でSG4回目の優勝、同時にSG2連覇を達成した。
- 2016年9月4日 桐生競艇場・ボートレースメモリアル（モーターボート記念競争)でSG5回目の優勝。

## 獲得SGタイトル
- 2005年：SG 第51回 モーターボート記念競走 若松競艇場　決まり手：3コース捲り
- 2009年：SG 第14回 オーシャンカップ 若松競艇場　決まり手：インコース逃げ
- 2014年：SG 第41回 ボートレースオールスター（笹川賞）福岡競艇場　決まり手：2コース差し
- 2014年：SG 第24回 グランドチャンピオン決定戦 浜名湖競艇場　決まり手：4コースまくり
- 2016年：SG 第62回 ボートレースメモリアル（モーターボート記念競走） 桐生競艇場　決まり手：2コース抜き

## 獲得G1タイトル
- 2004年：マーメイドグランプリ開設51周年記念競走(常滑競艇場)
- 2005年：全日本覇者決定戦開設53周年記念(若松競艇場)
- 2008年：全日本王座決定戦開設56周年記念(芦屋競艇場)
- 2008年：浜名湖賞開設55周年記念(浜名湖競艇場)
- 2009年：ウェイキーカップ開設55周年記念(多摩川競艇場)
- 2009年：北陸艇王決定戦(三国競艇場)
- 2010年：競艇キングカップ開設58周年記念(児島競艇場)
- 2016年：大渦大賞開設63周年記念競走(鳴門競艇場)
- 2016年：開設63周年記念競走G1トコタンキング決定戦(常滑競艇場)
- 2017年：浜名湖賞開設63周年記念(浜名湖競艇場)
- 2020年：ウェイキーカップ開設65周年記念(多摩川競艇場)
- 2022年：全日本王者決定戦開設68周年記念(唐津競艇場)
- 2023年：徳山クラウン争奪戦開設70周年記念競走(徳山競艇場)
- 2024年：第25回マスターズチャンピオン(鳴門競艇場) ※プレミアムG1競走